# Pempheris mangula
Pempheris mangula är en fiskart som beskrevs av Cuvier 1829. Pempheris mangula ingår i släktet Pempheris och familjen Pempheridae. Inga underarter finns listade i Catalogue of Life.